# El Espín (Folgueras)
El Espín es un lugar perteneciente a la parroquia de Folgueras, en el concejo de Coaña, comarca de Eo-Navia, Principado de Asturias, España.